# Guardando in alto
Guardando in alto è un dipinto di Aldo Carpi. Eseguito nel 1925, appartiene alle collezioni d'arte della Fondazione Cariplo.

## Descrizione
Si tratta di un autoritratto ambientato in un paesaggio campestre dall'atmosfera sospesa e quasi irreale, come spesso avviene nelle composizioni di Carpi. Come in altri dipinti del periodo (Addio belli miei, io mi ritiro e Il buen retiro) la tematica sembra essere la fuga del pittore dall'oppressiva realtà urbana milanese.